# Associazione produttori audiovisivi
L'Associazione Produttori Audiovisivi (APA), fino al 2018 Associazione Produttori Televisivi  è un'associazione italiana che si occupa di rappresentare le società di produzione indipendente di fiction, intrattenimento leggero, cartoni animati e documentari nei rapporti con le istituzioni, le emittenti televisive pubbliche e private e nell'ambito delle trattative sindacali. 
L'Associazione sostiene la crescita industriale e la promozione internazionale delle imprese associate offrendo loro servizi di elevata specializzazione, tra i quali: la consulenza per le attività internazionali, anche di coproduzione; l'assistenza legale e la consulenza d'impresa; le attività di relazione con le istituzioni e gli altri enti d'interesse; la realizzazione di ricerche sul settore audiovisivo.
Il Presidente di APA è, dal 27 giugno 2023, Chiara Sbarigia.

## Storia
Fondata nel 1994 a Roma, vi aderiscono oggi 47 società di produzione indipendente. L'Associazione è membro di Confindustria e di Confindustria Cultura Italia. APA fa parte inoltre del Coordinamento europeo dei produttori indipendenti (CEPI) di cui esprime la vice presidenza, carica ricoperta da Mario Mauri («Paypermoon Italia»).
Nel 2007 ha ideato e realizzato il Roma Fiction Fest e nel 2015 ha creato, insieme con l'Anica, il Mercato Internazionale dell'Audiovisivo (MIA), il primo mercato italiano dedicato a tutti i generi dell'audiovisivo (cinema, televisione e documentari). Nel 2008 ha costituito, sempre in collaborazione con l'Anica, l'agenzia per gli International Standard Audiovisual Number (ISAN). 
L'Associazione collabora con diversi istituti, tra i quali: l'Osservatorio della Fiction Italiana (OFI), il Ce.R.T.A - Centro di Ricerca sulla Televisione e gli Audiovisivi dell'Università del Sacro Cuore, l'e-Media Institute e la Fondazione Symbola, ai fini della realizzazione di ricerche e studi di settore.
Nel gennaio 2014 APA è entrata a far parte di As.For.Cinema e nel gennaio 2018 della Federazione anti-pirateria audiovisiva (FAPAV).